# مگس‌گیرنمای سبیل‌دار
مگس‌گیرنمای سبیل‌دار، مگس‌گیرنمای سبیلو، مگس‌گیر ریشو یا مگس‌گیر ریش‌دار (نام علمی: Myiobius barbatus) گونه‌ای از پرندگان خانواده مرغان کدر است که در گذشته در Tyrannidae جای داشته‌است. تعدادی از مقامات طبقه‌بندی، همچنان با مگس گیرها کار می‌کنند. مگس‌گیرنمای سبیل‌دار در برزیل، کلمبیا، اکوادور، گویان فرانسه، گویان، پرو، سورینام و ونزوئلا یافت می‌شود. زیستگاه‌های طبیعی آن جنگل‌های جلگه‌ای نمناک نیمه‌گرمسیری یا گرمسیری و جنگل‌های پیشین به‌شدت دگرگون‌شده‌است.

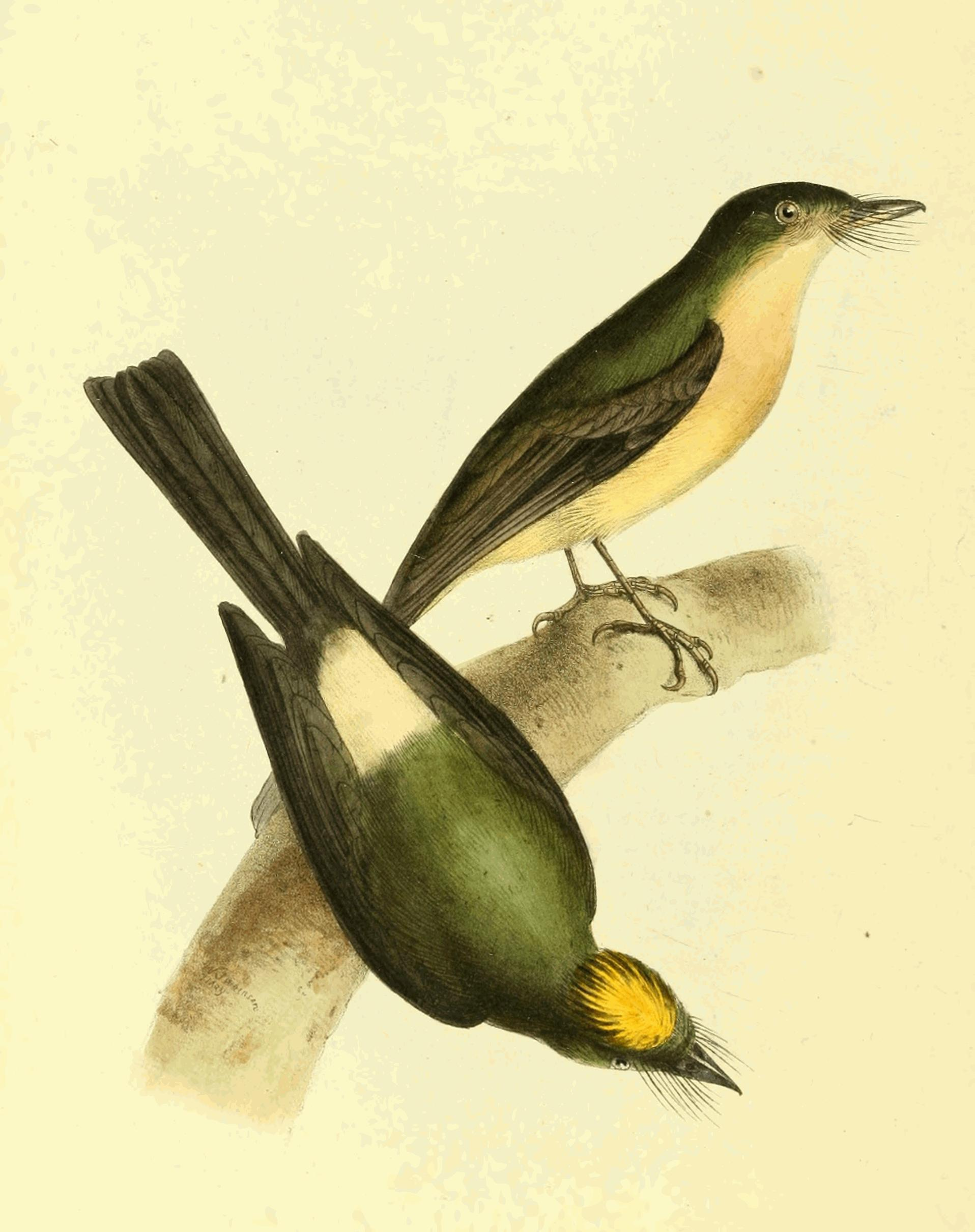